# 1975 год в музыке

## События
- Ramones подписали контракт с Sire Records
- В Лондоне образована рэгги-группа Aswad
- В Лондоне образована группа Motörhead
- Ричи Блэкмор и музыканты группы Elf образовали группу Rainbow
- В Лондоне основана британская панк-рок-группа Sex Pistols
- Джерри Нолан и Джонни Сандерс покидают группу «New York Dolls» и совместно с Ричардом Хэллом основывают панк-группу «The Heartbreakers».

## Хронология
- июнь — Алла Пугачёва (будучи солисткой ВИА «Весёлые ребята») одержала победу на международном фестивале эстрадных исполнителей «Золотой Орфей» в Болгарии с песней «Арлекино» (муз. Эмила Димитрова, русский текст Бориса Баркаса). С этого события начался быстрый рост популярности певицы в Советском Союзе.
- 23 августа — Питер Гэбриэл ушёл из британской прогрессив-рок группы «Genesis» и начал карьеру в качестве сольного исполнителя.

## Продажи
- Самый продаваемый альбом в США (Billboard 200) — Greatest Hits (Элтон Джон)
- Самый продаваемый сингл в США (Billboard Hot 100) — «Love Will Keep Us Together» (Captain & Tennille, автор — Нил Седака)
- Самый продаваемый альбом в Великобритании — Atlantic Crossing (Род Стюарт)
- Самый продаваемый сингл в Великобритании — «Bohemian Rhapsody» (Queen)

## Награды

### Грэмми
- «Грэмми» за альбом года — Пол Саймон за «Still Crazy After All These Years»
- «Грэмми» за запись года — Captain & Tennille за «Love Will Keep Us Together»

Зал славы премии «Грэмми»:
- Beethoven: Piano Sonatas (32)[англ.] (Артур Шнабель)
- The Famous 1938 Carnegie Hall Jazz Concert[англ.] (Бенни Гудмен)
- I Can't Get Started[англ.] (Банни Бериган[англ.])
- Leoncavallo: «Pagliacci Act I: Vesti la Giubba» (Энрико Карузо)
- Mood Indigo[англ.] (Дюк Эллингтон)

### Зал славы авторов песен
- Луис Алтер[англ.][1]
- Бад Грин[англ.][2]
- Мэк Дэвид[англ.][3]
- Бенни Дэвис[англ.][4]
- Джек Лоуренс[англ.][5]
- Стивен Сондхайм[6]
- Эдвард Хеймен[англ.][7]
- Лу Хэндмен[англ.][8]
- Эдвард Элиску[англ.][9]

### Зал славы кантри
- Минни Перл[англ.][10]

## Лучшие песни года по версии журнала Rolling Stone
- «Born to Run» (Брюс Спрингстин)
- «No Woman, No Cry» (Боб Марли)
- «Tangled Up in Blue» (Боб Дилан)
- «Thunder Road» (Брюс Спрингстин)
- «Kashmir» (Led Zeppelin)
- «Bohemian Rhapsody» (Queen)
- «Wish You Were Here» (Pink Floyd)

## Выпущенные альбомы
См. также категорию музыкальных альбомов 1975 года.

### Февраль
- Physical Graffiti (Led Zeppelin, 24 февраля)

### Март
- Dressed to Kill (Kiss, 19 марта)

### Ноябрь
- A Night at the Opera (Queen, 21 ноября)

### Неточная дата
- ABBA (ABBA)
- Head On (Bachman-Turner Overdrive)
- Captain Fantastic And The Brown Dirt Cowboy (Elton John)
- One Of These Nights (Eagles)
- Horses (дебютный альбом Патти Смит)
- Just Another Way to Say I Love You (Барри Уайт)
- Main Course (Bee Gees)
- A Funky Thide of Sings (Билли Кобхэм)
- Sabotage (Black Sabbath)
- On Your Feet or on Your Knees (Blue Öyster Cult)
- Blood on the Tracks (Боб Дилан)
- Discreet Music (Брайан Ино)
- The Snow Goose (Camel)
- Landed (Can)
- Cunning Stunts (Caravan)
- Chicago VIII (Chicago)
- Come Taste the Band (Deep Purple)
- Bongo Fury (Фрэнк Заппа)
- Free Hand (Gentle Giant, студийный, Chrysalis)
- Good King Bad (Джордж Бенсон)
- Warrior on the Edge of Time (Hawkwind)
- In Praise of Learning (Henry Cow)
- Four Wheel Drive (Bachman-Turner Overdrive)
- Man-Child (Херби Хэнкок)
- Minstrel in the Gallery (Jethro Tull)
- Revolution Dub (Lee Scratch Perry)
- Iner Worlds (Mahavishnu Orchestra)
- Nightingales and Bombers (Manfred Mann's Earth Band)
- Oregon in Concert (Oregon)
- At the Sound of the Bell (Pavlov's Dog)
- Wish You Were Here (Pink Floyd)
- Cook (Premiata Forneria Marconi)
- Procol's Ninth (Procol Harum)
- Ritchie Blackmore’s Rainbow (Rainbow)
- Lisztomania (Рик Уэйкман)
- The Myths and Legends of King Arthur and the Knights of the Round Table (Рик Уэйкман)
- Evening Star (Роберт Фрипп и Брайан Ино)
- Caress of Steel (Rush)
- Fly By Night (Rush)
- Shakti with John McLaughlin (Shakti with John McLaughlin)
- Voyage of the Acolyte (Стив Хэкетт)
- Beginnings (Стив Хау)
- Crisis? What Crisis? (Supertramp)
- Your Mama Won't Like Me (Сьюзи Кватро)
- Nighthawks at the Diner (Том Уэйтс)
- Return to Fantasy (Uriah Heep)
- Godbluff (Van Der Graaf Generator)
- Tale Spinnin' (Weather Report)
- Venus and Mars (Wings)
- Rock’n’Roll (Джон Леннон)
- Shaved Fish (Джон Леннон)
- Young Americans (Дэвид Боуи)
- Yuppi du (Адриано Челентано)
- Первая пластинка группы Синяя птица
- In Trance (Scorpions)
- Pass It Around (Smokie)
- Picture Music (Клаус Шульце)
- Ommadawn (Майк Олдфилд)
- Timewind (Клаус Шульце)

## Родились

### Январь
- 2 января — Крис Чини — австралийский певец, музыкант и автор песен, вокалист и гитарист группы The Living End
- 3 января — Тома Бангальтер — французский диджей и композитор, участник группы Daft Punk
- 8 января — Харрис Джаярадж — индийский кинокомпозитор

### Февраль
- 1 февраля — Big Boi — американский рэпер, композитор и музыкальный продюсер, участник группы Outkast
- 7 февраля — Уэс Борланд — американский музыкант, гитарист группы Limp Bizkit

### Март
- 15 марта — Пётр Грудзиньский[пол.] (ум. 2016) — польский музыкант и композитор, гитарист группы Riverside
- 17 марта — Пунит Раджкумар (ум. 2021) — индийский актёр, певец и телеведущий

### Апрель
- 6 апреля — Денис Клявер — российский певец и композитор, участник группы «Чай вдвоём»
- 8 апреля — Анук — нидерландская певица
- 26 апреля — Джои Джордисон (ум. 2021) — американский рок-музыкант, основатель и барабанщик группы Slipknot
- 27 апреля — Koopsta Knicca[англ.] (ум. 2015) — американский рэпер, участник группы Three 6 Mafia

### Май
- 8 мая — Энрике Иглесиас — испанский певец, автор песен, продюсер и актёр
- 14 мая — Святослав Вакарчук — украинский певец, музыкант и автор песен, вокалист группы «Океан Ельзи»
- 19 мая — Ева Польна — российская певица и композитор, вокалистка группы «Гости из будущего»
- 26 мая — Лорин Хилл — американская певица и композитор
- 29 мая — Мелани Браун — британская певица, автор песен, актриса и телеведущая. Участница группы Spice Girls
- 31 мая — Йовин — российская певица и гитаристка

### Июнь
- 3 июня — Роман Емельянов — российский радио- и телеведущий, актёр, журналист, композитор и автор песен
- 16 июня — Хизер Пис — британская актриса и певица
- 25 июня — Ченоа — аргентинская и испанская поп-певица

### Июль
- 6 июля — 50 Cent — американский рэпер
- 8 июля — Клер Кейм — французская актриса и певица
- 9 июля — Джессика Фолкер — шведская поп-певица и модель
- 10 июля — Стефан Карл Стефанссон (ум. 2018) — исландский актёр, певец и танцор
- 12 июля — Нагараджан Муттуккумар (ум. 2016) — индийский поэт и автор песен
- 17 июля — Darude — финский продюсер и диджей
- 18 июля — Дарон Малакян — американский музыкант, гитарист и вокалист группы System of a Down
- 28 июля — Леонор Уотлинг — испанская актриса и певица, вокалистка группы Marlango
- 31 июля — Kavinsky — французский диджей

### Август
- 11 августа — Павел Усанов (ум. 2016) — российский музыкант, певец и композитор, бас-гитарист группы «Любэ»
- 31 августа — Сара Рамирес — американская актриса и певица мексиканского происхождения

### Сентябрь
- 2 сентября — Джилл Янус (ум. 2018) — американская певица, вокалистка группы Huntress
- 9 сентября — Джоуи Фик (ум. 2016) — американская кантри-певица, солистка дуэта Joey + Rory
- 13 сентября — Иэн Кэри (ум. 2021) — американский диджей и музыкальный продюсер
- 17 сентября — Pumpkinhead[англ.] (ум. 2015) — американский рэпер
- 26 сентября — Александр Беляев (ум. 2022) — российский музыкальный журналист, музыкальный критик и переводчик
- 30 сентября
  - Алексей «Грюндик» Перминов (ум. 2000) — российский рэп-исполнитель, диджей и автор песен, участник группы «Рабы лампы»
  - Гленн Фредли (ум. 2020) — индонезийский певец, автор песен и актёр

### Октябрь
- 3 октября — Алексей Горшенёв — российский певец, музыкант и композитор, вокалист группы «Кукрыниксы»
- 9 октября — Шон Леннон — американский певец, гитарист и композитор
- 10 октября — Исан — норвежский певец и музыкант, вокалист и гитарист группы Emperor
- 18 октября — Deso Dogg (ум. 2018) — немецкий рэпер

### Ноябрь
- 18 ноября — Нил Бойд (ум. 2018) — американский певец (тенор)
- 19 ноября — Rollergirl — немецкая поп-певица

### Декабрь
- 4 декабря — Максим Пастер (ум. 2023) — украинский и российский оперный певец (тенор) и музыкальный педагог
- 18 декабря — Сиа — австралийская певица и автор песен
- 19 декабря 
  - Владимир Кристовский — российский певец, гитарист и актёр, лидер группы «Uma2rmaH»
  - Джереми Соул — американский композитор

## Скончались
- 10 февраля — Дэйв Александер (27) — американский музыкант, басист группы The Stooges
- 4 февраля — Луи Джордан (66) — американский саксофонист, мультиинструменталист, автор песен и бэнд-лидер
- 19 февраля — Луиджи Даллапиккола (71) — итальянский композитор, пианист и педагог
- 14 марта — Хейвен Гиллеспи (87) — американский композитор и поэт-песенник
- 16 марта — Ти-Боун Уокер (64) — американский блюзовый гитарист, певец и автор песен
- 28 апреля — Том Донахью (46) — американский радиодиджей
- 4 мая — Идрис Агаларов (57) — азербайджанский советский оперный певец (лирический баритон)
- 13 мая — Боб Уиллс (70) — американский музыкант, автор песен и бэнд-лидер
- 29 июня
  - Гюнтер Айзель (73) — австрийский композитор и музыкальный педагог
  - Тим Бакли (28) — американский певец, гитарист и автор песен
- 9 августа — Дмитрий Шостакович (68) — советский композитор, пианист и педагог
- 3 сентября — Абдулло Абдурауфов (46) — советский таджикский и узбекский оперный певец (тенор)
- 1 октября — Эл Джексон-младший[англ.] (39) — американский музыкант, продюсер и автор песен, барабанщик группы Booker T. & the M.G.’s
- 14 ноября — Артемий Айвазян (73) — советский армянский композитор, дирижёр и виолончелист
- 8 декабря — Гэри Тэйн (27) — британский музыкант, бас-гитарист группы Uriah Heep